# インターネット崩壊論
インターネット崩壊論（インターネットほうかいろん）は、インターネット上のトラフィック増大により処理許容量を超え、インターネットが崩壊すると言われる論である。パロアルト研究所および3Comでイーサネットの設計に携わったロバート・メトカーフが1995年に発表したものが特に有名なものである。

## 崩壊論の根拠
崩壊論は数年おきに浮上しており、その原因として過去、インターネットの商用化開始、ネット上のコンテンツの肥大化、ブロードバンド回線の普及などがあげられた。2000年代ではP2Pトラフィックの増大を受けて崩壊論が叫ばれた。
また、2015年にはアストン大学のアンドリュー・エリス教授から「あと8年でインターネットは崩壊へ向かう」と議論が行われた。

## 実際の状況
1995年からの20年間でトラフィック量は天文学的上昇を続けたものの、実際には崩壊には至っていない。ただし一部の中小のインターネットサービスプロバイダはトラフィックの増大に対応しきれず、業界再編成につながった。
2001年にCodeRedが大流行したときに、実際にトラフィック増大によるネットワーク停止・遅延が発生したこともあり、サイバー攻撃等のトラフィック増大によりインターネットが破綻する可能性は否定できない。しかしながら実際にはトラフィック増大に対応するようインターネットサービスプロバイダや回線業者側で設備増強が行われている上、通常ユーザと比較して異常なトラフィックを流すユーザに対して、帯域制限をかける・インターフェースを閉じるなどして排除している。
以前は大量の通信が行われるP2Pでトラフィック抑制が実施されたが、2010年代後半には動画サイトの利用急増とモバイルネットワークの高速化で急激なトラフィック増加が顕著になっており、各社とも設備の増強などで対応を行っている。
また、電力不足が危惧されている。2010年代以降、日本では電力不足が問題になっていたが、このままICTによる電力消費増加が続くと2030年頃には慢性的な電力不足に陥り、ネット利用制限をかけなければならないとの予測もある。
イギリスの例ではトラフィック増加も然ることながら、電力消費量の観点からこのままのペースで電力消費が増加した場合、2035年にはイギリス国内の全ての発電力がインターネット関連で消費されてしまい、深刻な事態となった場合、インターネットを規制するために通信費の大幅な値上げや、厳格な通信量規制もありうるとされている。